# 양윤경
양윤경(1976년 ~ )은 전라남도 광주시 양림동 출신의 MBC 기자이다.

## 생애
양윤경은 광주광역시 남구 양림동에서 태어나 조선대학교 여자고등학교, 서울대학교 인문대학 불어불문학과를 졸업했으며 대학교 재학 시절에는 토익 시험에서 연달아 만점을 받기도 했다. 2003년에 문화방송(MBC) 35기 기자로 입사한 이후에 MBC 보도국에서 사회부, 경제부, 문화부, 국제부 기자로 활동했다.
2017년 12월 7일에 뉴스타파 출신의 최승호 PD가 MBC 사장으로 취임하면서 양윤경은 MBC 보도국으로 복귀하게 되었다. 보도제작2부에 발령된 이후에는 《탐사기획 스트레이트》 제작에 참여하였고, 2020년 1월 13일에는 MBC 기자협회장에 당선되었으며, 2020년 6월 29일 평일 MBC 뉴스투데이를 진행하고 있다. 2021년 4월 9일 평일(금) MBC 뉴스투데이를 진행을 마쳤다.

## 차량 담보 대출의 위험성 재연
2011년 9월 6일 《MBC 뉴스데스크》에서 차량 담보 대출이 어떻게 이루어지는지 정확한 보도를 위해 양윤경은 동료 기자인 조국현의 차량을 알려진 방법대로 자신의 차량으로 바꾸는 시범 장면을 보이고 "이 차는 이제 제 겁니다. 제 마음대로 팔 수 있는 겁니다."라고 보도하였다. 이 보도 화면은 대한민국의 누리꾼들로부터 인기를 끌었으며 인터넷 밈으로 패러디들이 만들어졌다. 이를 계기로 양윤경은 '괴도 기자'라는 별명을 갖게 되었다. 2017년 10월 13일에는 MBC 노조의 유튜브 채널인 마봉춘세탁소가 양윤경을 '괴도 기자'로 묘사한 동영상을 게재했다.

## 논란

### 양치대첩
양윤경의 주장에 따르면 2012년에 일어난 MBC 총파업 과정에서 염규현, 조의명 기자와 함께 김재철 MBC 사장에 의해 해고당한 동료들을 위한 1인 피켓 시위에 참여했다가 비제작부서인 미래방송연구소로 좌천되었다. 양윤경은 배현진 MBC 기자가 화장실에서 물을 틀어놓은 채로 화장을 고치고 양치질을 하는 모습을 지적한 사실이 문제가 되어 블랙리스트에 올랐다고 주장했다. 양윤경은 이 사건을 '양치대첩'이라고 명명했다.
양윤경은 2017년 7월 18일에 오늘의유머 웹사이트에 자신이 직접 그린 웹툰 《상암동 김사장》을 게재했으며 2017년 7월 20일에는 유튜브에 김민식 MBC 드라마국 PD와 함께 더빙 과정에 참여한 동영상을 게재했다. 이 웹툰은 MBC가 김장겸 사장의 행동으로 인해 시청자들로부터 외면을 받고 있는 모습을 풍자하고 있는데 특히 배현진 기자를 '높은 분들이 아낀다는 회사의 소녀시대'로 묘사하기도 했다.
침묵을 지켜오던 배현진 아나운서는 2018년 3월 MBC를 퇴사한 이후 인터뷰에서, 양치대첩 소설로 돌연 민주투사가 된 고참 선배이자 호남 유력 정치인의 손주며느리라며 전말을 공개했다. 2012년 민주노총 주도 총파업에 불참한 이후부터 배현진에 대한 '직장 내 괴롭힘'이 심해졌으며, 양윤경은 화장실에서 배현진이 양치컵을 사용하지 않는다는 이유로 "못 배웠냐" 부모 가정교육 운운하며 모욕했으며, 배현진이 자리를 피해 보도국으로 돌아왔음에도 따라와 폭언을 했다고 밝혔다.
양윤경은 당시 사측에 낸 경위서에서 화장실에서 벌어진 일과 배 앵커 부모를 욕하지도 않았다고 주장했으나, CCTV 영상으로 양 기자의 화장실 출입 사실이 확인되자 사측에 "물의를 빚어 죄송하다"고 밝혔다고 한다. 또한 양윤경은 "물 잠그고 양치하라고 지적했다가 좌천당했다"고 주장했으나 사건 후 배현진 당시 MBC 아나운서는 간판 프로그램 뉴스데스크에서 하차한 데 반해, 양 기자는 4개월 뒤에서야 보도국 외 다른 부서로 발령이 났다.

### 경찰 사칭
윤석열 전 검찰총장 관련 취재 중 경찰을 사칭한 혐의를 받는 MBC 기자가 양윤경으로 밝혀졌다. 양윤경은 영상 취재 PD와 윤석열 전 검찰총장의 아내 김건희씨의 논문 부정 의혹 취재를 이유로 김씨 지도교수의 전 거주지로 찾아가 경찰을 사칭하며 관련 내용을 추궁한 것으로 확인됐다.